# دیگو ملو
دیگو ملو زاده ۲۹ فروردین ۱۳۶۳ بازیکن فوتبال اهل برزیل است و در باشگاه صنعت نفت آبادان در لیگ برتر بازی می‌کند. وی سابقهٔ حضور در تیم‌های پورتیموننزه و آکادمیکا را دارد.